# تيرانسي ستيفنسون
السير تيرانسي جون ستيفنسون (بالإنجليزية: Sir Terence John Stephenson)‏، الحاصل على زمالة كلية الأطباء الملكية، هو استشاري طب الأطفال في المملكة المتحدة ورئيس المجلس الطبي العام، يعمل حاليًا أستاذ طب الأطفال في كلية لندن الجامعية.

## النشأة
وُلد ستيفنسون في لارن، مقاطعة أنترم، أيرلندا الشمالية. تلّقى ستيفنسون تعليمه في مدرسة لارن غرمار، ثم التحق بجامعة بريستل، في كلية لندن الإمبراطورية، بجامعة أوكسفورد وجامعة نوتنغهام.

## حياته المهنية
شغل ستيفنسون سابقًا منصب عميد كلية الطب وأستاذ طب الأطفال في جامعة نوتنغهام من 2003-2009. ثم أصبح أستاذ لطب الأطفال في معهد أوركلاند غريت أورموند ستريت لصحة الطفل. شغل ستيفنسون أيضًا منصب رئيس الكلية الملكية لطب الأطفال وصحة الطفل من أبريل 2009 حتى مايو 2012، ثم تولى منصب رئيس أكاديمية الكليات الملكية الطبية في يوليو 2012.
أصبح ستيقنسون عضوًا في مجلس جي إم سي في عام 2009، ثم أعلن في سبتمبر 2014 أنه سيصبح رئيسًا لجنرال موتورز، خلفًا لبيتر روبين في 1 يناير 2015.
وفي تشرين الأول / أكتوبر 2014، أعلن أنه عُين عضوًا في لجنة التحقيق المستقلة في الاعتداء الجنسي على الأطفال.
شارك ستيفنسون في تأليف الكتب المدرسية، وكتب الفصول والافتتاحات المدعوة، ونشر أكثر من 150 من مراجعات الأقران في المجلات الأكاديمية. وقد وُصف أنه مثال يُحتذى به.

## الجوائز والتكريم
بحلول مارس 2016، تم منح عشر زمالات فخرية لستيفنسون من الكليات الموجودة في المملكة المتحدة وأيرلندا وهونغ كونغ وأستراليا. حصل ستيفنسون في نوفمبر 2014 على زمالة فخرية من الكلية الملكية للممارسين العامين، ثم انتخب في مايو 2015 زميلًا لكلية طب الألم. حصل ستيفنسون على رتبة فارس في تكريمات عيد الميلاد عام 2018 للخدمات الصحية والرعاية الصحية للأطفال.